# Pugnus lachrimula
Pugnus lachrimula är en snäckart som först beskrevs av Gould 1862.  Pugnus lachrimula ingår i släktet Pugnus och familjen Cystiscidae. Inga underarter finns listade i Catalogue of Life.